# Cornelia Dörr (Schwimmerin)
Cornelia Dörr (* 23. Oktober 1958 in Leipzig) ist eine ehemalige Schwimmerin, die für die DDR startete.
Bei den Europameisterschaften 1974 in Wien wurde sie über 800 Meter Freistil in neuer Europarekordzeit Europameisterin und belegte über 400 Meter Freistil den zweiten Platz. Im Jahr darauf konnte sie bei den Schwimmweltmeisterschaften 1975 in Cali den vierten Platz belegen.
Nach dem Scheitern bei der Qualifikation für die Olympischen Spiele 1976 in Montreal beendete sie ihre Schwimmkarriere.